# Stiepan Jabłokow-Chnzorian
Stiepan Mironowicz Jabłokow-Chnzorian (ros. Степан Миронович Яблоков-Хнзорян, ur. 17 października 1904 w Nachiczewanie, zm. 4 listopada 1996) – ormiańsko-rosyjski entomolog, koleopterolog.